# Thạnh Bình, Đà Nẵng
Thạnh Bình là một xã thuộc thành phố Đà Nẵng, Việt Nam.
Xã Đà Nẵng có diện tích 37,11 km², dân số năm 1999 là 9691 người, mật độ dân số đạt 261 người/km².